# Piazza della Repubblica (Foligno)
Piazza della Repubblica è la piazza principale del centro storico di Foligno.

## Storia e descrizione
Già "Piazza Grande" in età comunale, ha forma rettangolare e si trova dinnanzi alla facciata laterale (la più antica) del Duomo, saldandosi contiguamente con largo Carducci, dove si trova la facciata principale della cattedrale.
L'aspetto della piazza venne a configurarsi nel XIII secolo, quando vennero costruiti tre palazzi importanti sul lato opposto al Duomo: palazzo del Podestà, palazzo dei Priori e il palazzo del Capitano del Popolo. A questi si aggiunse, nel corso del Trecento, il palazzo della famiglia più importante della vita cittadina, palazzo Trinci, inserito sul lato settentrionale e dotato di cavalcavia che lo raccordavano alle costruzioni precedenti. 
Nel Cinquecento i palazzi dei Priori e del Capitano vennero saldati e radicalmente ristrutturati a formare quello che oggi è il palazzo Comunale, mentre quello del Podestà fu ceduto agli Orfini, che ne rifecero la facciata. 
Il palazzo dei Canonici, infine, è incastrato nel fianco del Duomo, tra la navata e il transetto. 
Oggi la forma della piazza, con quattro strade che vi s'innestano agli angoli, riprende il tracciato medievale, mentre gli edifici che vi si affacciano mostrano forme per lo più ottocentesche. Vicino al palazzo del Podestà, sotto un vetro si vede il pozzo detto "dei miracoli", costruito nel medioevo. 
Nella piazza di Foligno avvenne l'episodio della rinuncia dei beni di san Francesco, episodio oggi ricordato da una targa commemorativa.